# Rhododendron stelligerum
Rhododendron stelligerum är en ljungväxtart som beskrevs av Herman Otto Sleumer. Rhododendron stelligerum ingår i släktet rododendron, och familjen ljungväxter. Inga underarter finns listade i Catalogue of Life.